# 臭素酸ナトリウム
臭素酸ナトリウム（しゅうそさんナトリウム、英Sodium bromate）はナトリウムの臭素酸塩で、化学式NaBrO3で表される無機化合物である。パーマ液第2剤や羊毛繊維の柔軟剤として用いられる。それ自体は不燃性だが強力な酸化剤であるため、可燃性物質や粉末金属、硫黄を含む物質と激しく反応する。加熱により分解し、臭化水素を含む有毒なガスを生じる。経口摂取すると腎臓や神経系に影響を及ぼすことがある。